# Parc national Leeuwin-Naturaliste
Pour les articles homonymes, voir Leeuwin et Naturaliste (homonymie).
Le parc national Leeuwin-Naturaliste est un parc national en Australie-Occidentale (Australie), à 267 km au sud de Perth.
Il doit son nom aux deux villes situées aux deux extrémités du parc et possédant un phare : cap Leeuwin et cap Naturaliste.
Il est situé dans les comtés de Augusta-Margaret River et de Busselton et il est censé être le plus fréquenté de tous les parcs d'Australie-Occidentale.
Il abrite de nombreux bois de karris et de jarrahs  ainsi qu'un nombre impressionnant de grottes dont certaines sont ouvertes au public.

## Histoire
Le parc fut créé à partir de terres d'État à une époque où les principales ressources économiques dans la région étaient l'industrie du bois et l'élevage de bovins et qu'il fallut trouver de nouvelles terres pour des plantations de vignes.
Pour éviter tout conflit les autorités nationales et locales décidèrent d'ouvrir un parc dans les régions les plus vulnérables.
Les strates géologiques et les végétations correspondantes forment des séries de bandes étroites qui suivent l'orientation nord-sud de la chaine.
La chaine abrite une série de grottes réparties sur la longueur de la chaine. La grotte de  Devil's Lair a une importante valeur archéologique.

## Renseignements pratiques

### Tourisme

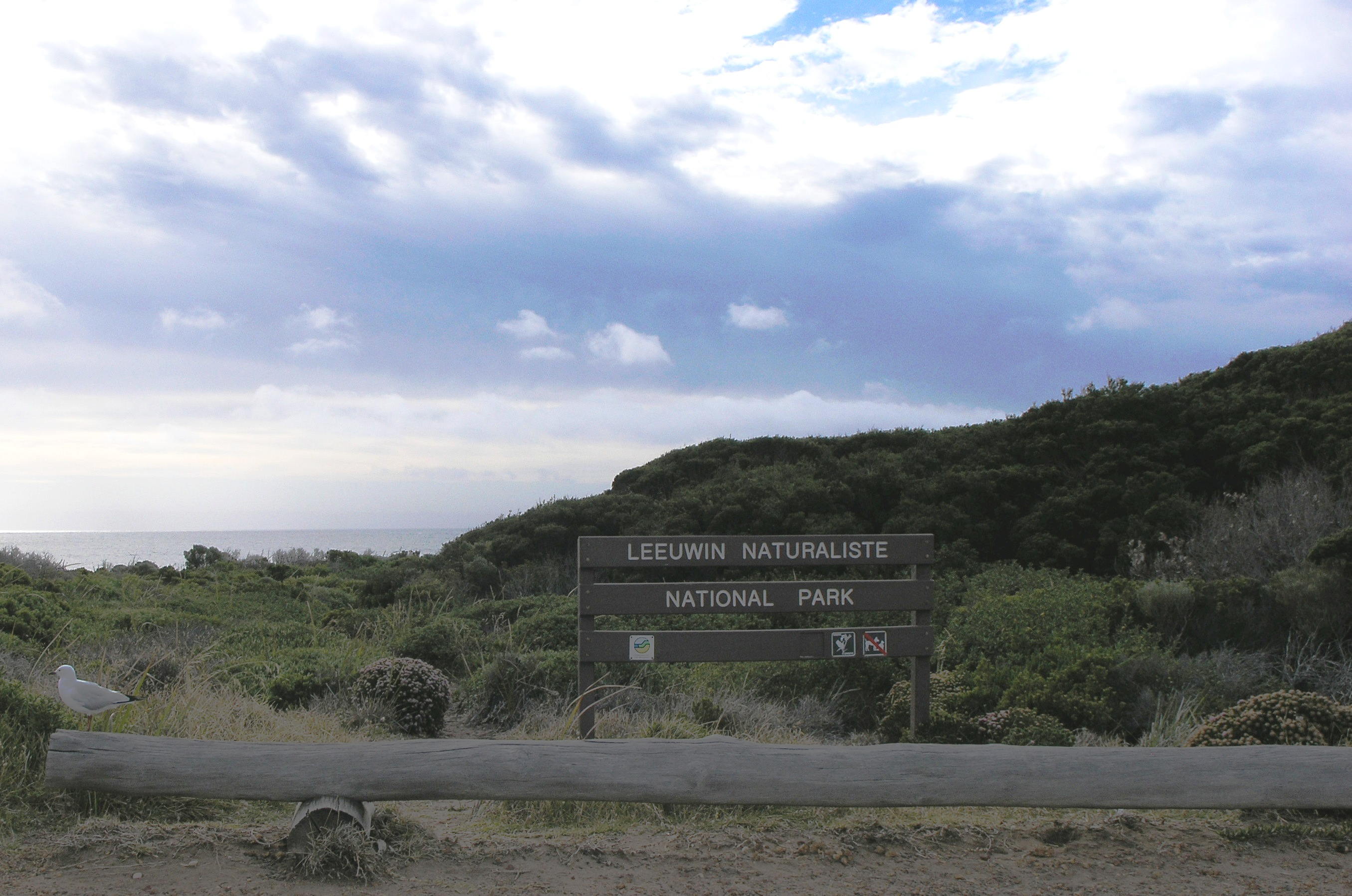
L'entrée du parc du côté du cap Leeuwin.

En 2001, le ministère de l'Environnement a inauguré la « promenade de cap à cap » (« Cape to Cape Track ») longue de 135 kilomètres.